# Trachypholis equalidus
Trachypholis equalidus là một loài bọ cánh cứng trong họ Zopheridae. Loài này được Sharp miêu tả khoa học năm 1885.